# Antonio de Gálvez y Gallardo
Antonio de Gálvez y Gallardo (* 1728 in Macharaviaya, Provinz Málaga, Spanien; † 1792) war ein spanischer Adeliger, Beamter und Offizier.

## Leben

### Herkunft und Familie
Antonio war der vierte und jüngste Sohn von Antonio Gálvez y Carbajal und Antonia Gallardo Jurado. Die Familie zählte zum Landadel, war aber verarmt. Sein Vater starb 1728, bevor Antonio auf die Welt kam.
Mit dem Tode des Vaters verschlechterte sich die wirtschaftliche Lage der Familie, und die Kinder mussten Ziegen und Schafe hüten, um Geld zu verdienen. Trotz der schwierigen Bedingungen machten mehrere Mitglieder der Familie große Karrieren. Der älteste Bruder, Matías, amtierte als Gouverneur der Kanarischen Inseln und Vizekönig von Neuspanien. José war als General-Visitor von Neuspanien und Kolonialminister für die Konzeption und Umsetzung der bourbonischen Reformen im spanischen Kolonialreich verantwortlich. Miguel war wie José Anwalt und amtierte als Stadtverwalter von Málaga, Minister und Botschafter Spaniens in Preußen und Russland.

### Lebensweg
Antonio de Gálvez schlug eine militärische Laufbahn ein und erreichte 1783 den Rang eines Obersten. Sein hochfahrendes und streitsüchtiges Wesen führte zu einem wenig stetigen Lebenslauf.
Er hatte das Amt eines Administrator General (oberster Verwaltungsbeamter) der Kanarischen Inseln inne und wurde zum Verwalter der Hafenanlagen von Cádiz berufen. Wie seine Brüder wurde er in den Orden Karls III. aufgenommen – welche Rolle dabei die brüderliche Fürsprache spielte, ist nicht bekannt.
Antonio de Gálvez war mit Mariana Ramírez de Velasco verheiratet. Er unterstützte in Málaga die Einrichtung von Grundschulen und trug später auch zur Finanzierung von deren Betrieb bei und stiftete Ehrenpreise für Absolventen. Außerdem investierte er Geld in eine Seidenfabrik, die allerdings scheiterte.
Gemeinsam mit seiner Frau stiftete er in seinem Heimatort Macharaviaya eine Wallfahrtskapelle.